# Tuberta
Tuberta là một chi nhện trong họ Hahniidae.